# Алби (Катанцаро)
Алби (итал. Albi) је насеље у Италији у округу Катанцаро, региону Калабрија.
Према процени из 2011. у насељу је живело 758 становника. Насеље се налази на надморској висини од 710 м.

## Становништво
Према резултатима пописа становништва 2011. у општини је живело 1.010 становника.
| 1931. | 1936. | 1951. | 1961. | 1971. | 1981. | 1991. | 2001. | 2011. |
| ----- | ----- | ----- | ----- | ----- | ----- | ----- | ----- | ----- |
| 2.385 | 2.079 | 2.199 | 2.025 | 1.593 | 1.326 | 1.192 | 1.105 | 1.010 |